# Tvindefossen
Tvindefossen (também escrito Tvinnefossen; também nomeado Trollafossen), é uma cachoeira perto de Voss, Noruega. Ela se situa a cerca de doze quilômetros de Voss, na estrada para Flåm
A cachoeira possui muitas quedas, geralmente é dito que possui 152 metros de altura, mas provavelmente tem apenas 110 metros. Ela é formada por uma pequena corrente, Kroelvi, que cai sobre um penhasco recuado. Tvindefossen é famosa por sua beleza. Os ônibus às vezes param para as pessoas admirarem.